# Fire (band)
Fire was een Britse muziekgroep.
De basis voor de band wordt in Hounslow gelegd rond 1966 toen Dave Lambert, Bob Voice en Richard Dufall samen het bandje Friday’s  Child oprichtten. Ray Hammond werd hun manager. Als zij plaatselijk succes krijgen stappen ze over naar een andere manager en wijzigen hun naam in Fire. Ze krijgen door het nieuwe management een platencontract bij Decca Records en mogen een single uitbrengen: Father’s Name is Dad met als B-kantje Treacle Toffee World (1968). De single doet niets, de muziek van Lambert week te veel af van de toen populaire stijl in de hitparades. De band neemt nog een aantal nummers op, maar mag van Decca alleen nog Round The Gum Tree uitbrengen; doorsnee popmuziek. Ook dat plaatje doet niets.
Eind 1968 keren ze terug naar Ray Hammond. Hammond weekte ze los van uitgeverij Apple Records (van The Beatles) en Decca. Ze mogen een studioalbum opnemen: The Magic Shoemaker. Het platenlabel investeerde te weinig in promotie voor het album en gaf geen single uit. De band kwam dus niet verder en Lambert zag er ook geen brood meer in. De band viel uit elkaar. Alleen Lambert ging verder in de muziekwereld. Hij kwam uiteindelijk bij Strawbs terecht.
In 2007 komt de band eenmalig bij elkaar voor de opnamen van een live-versie van hun album.

## Musici
- Dave Lambert – gitaar, zang
- Richard Dufall – basgitaar
- Bob Voice – slagwerk

## Discografie
- (1969): The Magic Shoemaker
- (1997): Underground and Overhead (best of)
- (2008): The Magic Shoemaker Live